# گوردیکی ماوه
گوردیکی ماوه (به لاتین: Gordejki Małe) یک روستا در لهستان است که در گمینا اولتسکو واقع شده‌است.